# YZ Ceti
Désignations
YZ Ceti est une naine rouge dans la constellation de la Baleine. Bien que relativement proche de la Terre à 12,1 années-lumière, cette étoile a une luminosité trop faible (1/5000e de celle du Soleil[réf. nécessaire] et seulement 8,5 % de sa masse) pour être vue à l'œil nu depuis la surface de notre planète.
YZ Ceti est classée comme une étoile éruptive dont la luminosité fluctue par intermittence.
YZ Ceti est inhabituellement proche de Tau Ceti, une étoile de type spectral G8 ; bien moins que la distance moyenne entre étoiles dans notre voisinage. Les deux étoiles ne sont séparées que de 1,6 année-lumière, soit moins d'1/3 de la distance Soleil — Proxima Centauri.

## Système planétaire
Au moins trois planètes orbitent autour de YZ Ceti, toutes trois très proches de la surface de l'étoile.